# Cheiramiona brandbergensis
Cheiramiona brandbergensis là một loài nhện trong họ Miturgidae.
Loài này thuộc chi Cheiramiona. Cheiramiona brandbergensis được miêu tả năm 2005 bởi Lotz.